# Ernst Henrici (Politiker)

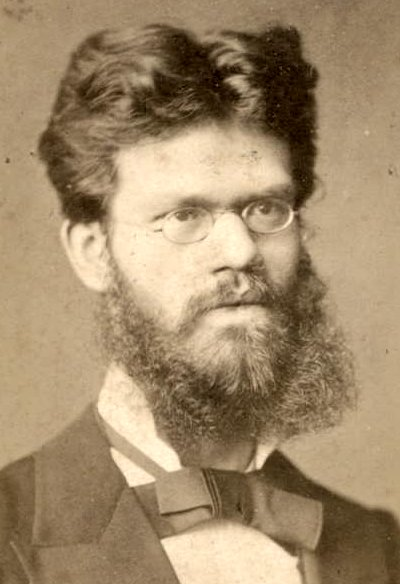
Ernst Henrici (Ausschnitt aus einem Porträtfoto von Adolf Halwas)

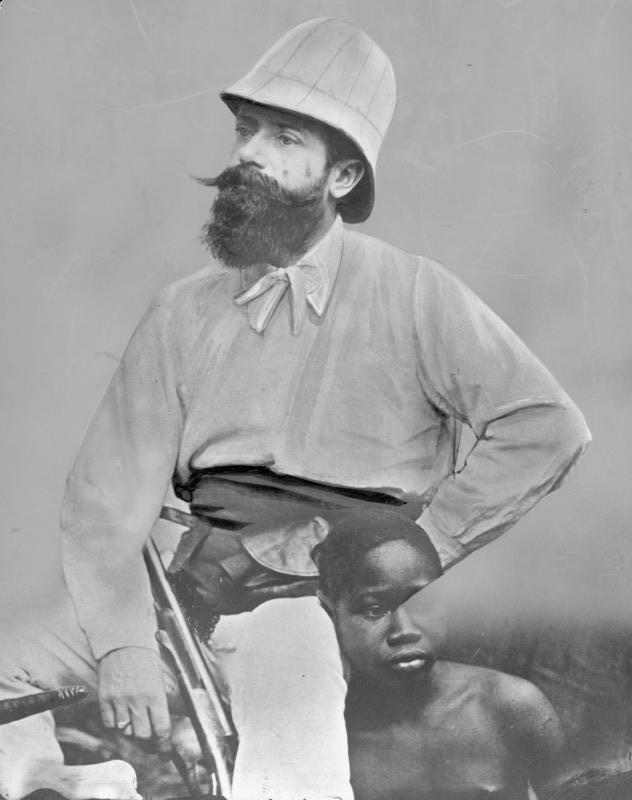
Ernst Henrici, 1880

Carl Ernst Julius Henrici (* 10. Dezember 1854 in Berlin; † 10. Juli 1915 in Döbeln) war ein deutscher Gymnasiallehrer, Schriftsteller, Kolonialabenteurer und antisemitischer Politiker.

## Leben
Ernst Henrici wurde als Sohn des invaliden Unteroffiziers vom Garde-Artillerie-Regiment und späteren Steuererhebers Friedrich Wilhelm Ludwig Henrici und dessen Ehefrau Ernestine Wilhelmine geb. Lüdicke geboren. In Berlin trat er in die Sexta des Friedrich-Werderschen Gymnasiums ein, an dem er nach zehn Jahren zum Ostertermin 1874 das Abitur ablegte. Sogleich danach, zum Sommersemester 1874, immatrikulierte er sich für Philologie an der Berliner Friedrich-Wilhelms-Universität, leistete 1875/76 Militärdienst als Einjährig-Freiwilliger und wurde 1878 mit der preisgekrönten Arbeit Über die Quellen und den Zweck von Notkers Psalmenkommentar promoviert. Anschließend war er als Lehrer an einer privaten Höheren Töchterschule tätig. Gemeinsam mit seinem älteren Bruder, dem Gymnasiallehrer Emil Henrici, gründete er die „Gesellschaft für deutsche Philologie“ und veröffentlichte vielbeachtete Arbeiten zu sprachwissenschaftlichen und historischen Themen. 1879 reiste er zu Studienzwecken nach London und schloss dort zugleich seine erste Ehe. Nach seiner Rückkehr im selben Jahr durchlief er als Gymnasiallehrer ein Praktikum an der Luisenstädtischen Realschule in Berlin und wechselte im nächsten Jahr zur Viktoriaschule, einer Höheren Töchterschule.

### Antisemitischer Agitator
Politisch engagierte sich Henrici zunächst in der linksliberalen Fortschrittspartei, trat seit 1880 allerdings als radikaler antisemitischer Agitator der „Berliner Bewegung“ hervor. Wegen seiner populistischen und radikalen Reden und Diskussionsbeiträge wurde er auch als „Radauantisemit“ bezeichnet. Er war Mitinitiator der Antisemitenpetition, gründete Ende 1880? den Sozialen Reichsverein, 1881 die Soziale Reichspartei und propagierte in zahlreichen Versammlungen (17. Dezember 1880 „Reichshallenrede“, 30. Dezember 1880 „Bockversammlung“, 11. Juni 1881 „im großen Saal“ des Schießwerder in Breslau vor angeblich 5000 Zuhörern) einen rassistischen Antisemitismus mit antikapitalistischen, antiliberalen und antikonservativen Zügen. Am Silvesterabend 1880 kam es in Berlin zu judenfeindlichen Krawallen, die man auf Henricis Hetzreden zurückführte. Anfang 1881 wurde er daher aus dem Schuldienst entlassen. 1882 nahm er am ersten Internationalen Antijüdischen Kongress in Dresden teil.

### Der Synagogenbrand von Neustettin
Am 18. Februar 1881, nur wenige Tage nach einer antisemitischen Hetzrede Ernst Henricis in Neustettin (13. Februar 1881), brannte die Synagoge der Stadt ab. Während die örtlichen Juden und die liberale Presse einen Brandanschlag vermuteten, behaupteten die Antisemiten, die Juden hätten die Synagoge selbst angezündet, um den Antisemitismus zu diskreditieren und die Versicherungssumme zu kassieren. Fünf Mitglieder der jüdischen Gemeinde wurden angeklagt und vier davon im Jahr 1883 vom Schwurgericht Köslin wegen Beihilfe zur Brandstiftung bzw. Nichtanzeige geplanter Straftaten zu Haftstrafen verurteilt. Nach Aufhebung dieses Urteils durch das Reichsgericht sprach dann das Schwurgericht Konitz 1884 alle Angeklagten frei. Die Brandursache wurde nie geklärt; allerdings hatte sich die Aussage unter anderem des Hauptbelastungszeugen als offensichtliche Unwahrheit herausgestellt. In Zusammenhang mit den Prozessen kam es in Neustettin und anderen Orten Hinterpommerns und Westpreußens zu judenfeindlichen Krawallen. Diese wurden ebenfalls von Henrici geschürt, der im Juni 1881 erneut in Hinterpommern agitierte.

### Wahlniederlage und Ende der politischen Karriere
Innerhalb der „Berliner Bewegung“ blieb Henrici ein ultraradikaler Außenseiter. Am Bündnis von Konservativen und Antisemiten im Conservativen Central Comitee beteiligte sich Henrici nicht, sondern kandidierte bei der Reichstagswahl 1881 als Unabhängiger im 3. Berliner Wahlkreis. Er erhielt aber nur 843 Stimmen, alle Berliner Wahlkreise gingen an die liberale Deutsche Fortschrittspartei. Bis 1885 verkehrte er weiterhin in radikalantisemitischen Kreisen, bis er sich der Kolonialbewegung zuwandte. 1884 schloss er eine zweite Ehe mit Clara Agnes Luise Lehmann, mit der er die Kinder Elsa Hedwig Luise, Walther Ludwig Adalbert und Lothar hatte.

### Kolonialabenteurer
Nach Teilnahme an einer Regierungsexpedition durch die weitgehend noch unerforschte deutsche Kolonie Togo im Jahr 1887 wurde er 1888 Mitbegründer und Vorsitzender der nach dem Afrikaforscher Gustav Nachtigal benannten „Gustav Nachtigal Gesellschaft für vaterländische Afrikaforschung“ und hielt Vorträge über deutsche Kulturaufgaben in Afrika. Mit seinem Schwager, dem Landschaftsmaler Franz Leuschner, reiste er ein zweites Mal nach Togo, um Farmland zu kaufen. Sein Versuch, in der deutschen Kolonie als Pflanzer Fuß zu fassen, scheiterte jedoch an unzureichenden landwirtschaftlichen und geographischen Kenntnissen; von einem in die Sache involvierten „vielgereisten praktischen Landwirth“ namens Christoph Krüger wird dabei ein wenig vorteilhaftes Bild von Henrici gezeichnet. Der ebenfalls  1890 gründete er noch die „Deutsche Togogesellschaft. Henrici und Genossen“, die im selben Jahr wieder aufgelöst werden musste. 1891 kehrte er völlig verarmt und hochverschuldet nach Deutschland zurück, von wo aus er sich nach Übersee einschiffte.
In der Neuen Welt war er seit 1891 zunächst als Vermessungsingenieur beim deutschen Eisenbahnbau in Venezuela und anschließend als Brückenbaumeister sowie Kaffeepflanzer in Costa Rica beschäftigt. 1902 übernahm er eine Stelle als Maschinenbauingenieur in Baltimore (USA) bei der Firma Bartlett, Hayward & Co. In Baltimore veröffentlichte er nebenbei seine Dramatischen Werke und war Mitinitiator des Baltimorer Blumenspiels („Flower Game“). 1905 kehrte Henrici nach Deutschland zurück und heiratete in dritter Ehe Edith Meyer. Seit 1907 arbeitete er in Leipzig als Redakteur der spanisch- und englischsprachigen Exportzeitschriften El Comprador und Energy. 1908 reiste er abermals in die USA, hielt in New York Vorträge und betrieb anschließend eine Farm in der Nähe von Mechanicsville im Bundesstaat Maryland. Nachdem seine dritte Ehefrau durch einen Blitzschlag umgekommen war, heiratete er 1909 Paula Riedel und verkaufte im folgenden Jahr seine Farm.
1910 bemühte sich Henrici vergeblich um eine Habilitation an der Universität Leipzig auf den Gebieten Kolonialwirtschaft und Verkehrswesen. 1911 leitete er ein Landwirtschaftlich-Technisches Büro und Laboratorium in Klinga und versuchte 1912 ohne Aussicht bei den Reichstagswahlen für die sächsischen Konservativen zu kandidieren. In Klinga führte er ab 1913 außerdem das Schülerheim Landpädagogium Klinga und wurde Redakteur der antisemitischen evangelisch-nationalen Zeitschrift Frankfurter Warte. Ein Zeitungsartikel, in dem Henrici eine Rede von Rosa Luxemburg scharf kritisiert hatte, sowie seine Denunziation bei der Staatsanwaltschaft führte zu einer gerichtlichen Verurteilung Luxemburgs wegen Aufrufes zum Ungehorsam gegen die herrschende Ordnung. 1914 agierte Henrici als wissenschaftlicher Mitarbeiter an der Leipziger Ausstellung für Buchgewerbe und Graphik und wurde im September 1914 Hilfslehrer am Königlichen Realgymnasium mit Höherer Landwirtschaftsschule in Döbeln.
Ernst Henrici starb 1915 in Döbeln im Alter von 60 Jahren.
Der Bergsteiger und Reiseschriftsteller Ulrich Henrici (1941–2022) ist ein Enkel Ernst Henricis.

## Auszeichnungen und Ehrungen
- 1880: Erster Preis der Charlottenstiftung[12] durch die Königlich-Preußische Akademie der Wissenschaften (für die Darstellung der Grundsätze einer kritischen Ausgabe der deutschen Schriften Martin Luthers bis ca. 1521) in Höhe von 5400 Mark (4½% Zinsen des Stiftungskapitals von 30.000 Mark für die vier Jahre 1880–1883).[13]
- 1903: Preis bei den Kölner Blumenspielen (für das Gedicht Die Fullahmaid).[14]

## Werke
- Die Quellen von Notkers Psalmen. K. J. Trübner, Straßburg u. London 1878 (online bei Internet Archive).
- Der lateinische Text in Notkers Psalmencommentar. In: Zeitschrift für deutsches Alterthum und deutsche Litteratur Bd. 23 (= N.F. 11). 1879, S. 217–258. Online
- (Mit Emil Henrici): Der Heinersdorfer Stein. In: Zeitschrift für deutsches Alterthum und deutsche Litteratur Bd. 24. 1880 (= N.F. 12), S. 455–462 Online; 25. 1881 (= N.F. 13), S. 57–59 (Nachtrag) Online
- Dr. Ernst Henrici’s Reichshallen-Rede vom 17. Dezember 1880. Oscar Lorenz, Berlin 1880. Online (PDF; 1,6 MB)
- Was ist der Kern der Juden-Frage? Vortrag, gehalten am 13. Januar 1881. Verlag der „Wahrheit“ (auch: M. Schulze), Berlin 1881. Online (PDF; 629 kB)
- Toleranz und nationale Ehre. Rede, gehalten am 10. Februar 1881 zu Dresden. M. Schulze, Berlin 1881. Online (PDF; 519 kB)
- Wie hat sich die Bevölkerung Berlins bei den bevorstehenden Reichstagswahlen zu verhalten? Zugleich ein Mahnwort an alle deutschen Wähler. Rede, gehalten am 17. Februar zu Berlin. M. Schulze, Berlin 1881. Online (PDF; 655 kB)
- (Unter Pseudonym Walther Kolmas:) Ernst Henrici. Doctor der Philosophie und Meister der freien Künste. Ein Lebensbild. Thormann & Goetsch, Berlin [1881].
- Boetius. Trauerspiel in fünf Akten. Oscar Lorentz, Berlin 1882.
- Der Neustettiner Synagogenbrand vor Gericht. M. Schulze, Berlin 1883.
- Das deutsche Togogebiet und meine Afrikareise. – Leipzig: Reissner, 1888. Digitalisierte Ausgabe der Universitäts- und Landesbibliothek Düsseldorf
- Lehrbuch der Ephe-Sprache (Ewe). Anlo-, Anecho- und Dahome-Mundart mit Glossar und einer Karte der Sklavenküste. W. Spemann, Stuttgart u. a. 1891. Digitalisierung.
- Das Volksrecht der Epheneger und sein Verhältnis zur deutschen Colonisation im Togogebiete. In: Zeitschrift für vergleichende Rechtswissenschaft 11 (1895), S. 131–152. Digitalisierung.
- Indiana. Erzählerische Dichtung. Dem Germania-Club der Stadt Baltimore zum Blumenspiel 1904 gewidmet. Selbstverlag, Baltimore 1904. (Reprint mit ausführlicher Einleitung in: Gabrijela Mecky Zaragoza [Hrsg.]: Die Aztekenblume. E. Pierson, Dresden 1904, ISBN 978-3-86205-295-0.)
- Dramatische Werke. 1-4. C. W. Schneidereith & Söhne, Baltimore 1904–05. (3. Aufl. 1905.)
- Die Aztekenblume. E. Pierson, Dresden 1904. (Reprint mit ausführlicher Einleitung hrsg. von Gabrijela Mecky Zaragoza. Iudicium, München, 2013. ISBN 978-3-86205-295-0.)
- Kolonialwirtschaftliche Aufgaben des deutschen Kaufmanns. Hesse, Leipzig 1908.